# Leroy Sané
Leroy Aziz Sané (niem. wym. [ˈli:ʁɔʏ zaˈne:]; ur. 11 stycznia 1996 w Essen) – niemiecki piłkarz pochodzenia senegalskiegowystępujący na pozycji napastnika w tureckim klubie Galatasaray oraz w reprezentacji Niemiec. Uczestnik Mistrzostw Europy 2016 i 2020 oraz Mistrzostw Świata 2022.

## Kariera klubowa
Karierę piłkarską rozpoczął w 2001 w klubie SG Wattenscheid 09. W 2005 podjął treningi w szkółce piłkarskiej FC Schalke 04, a w latach 2008–2011 trenował w juniorach Bayeru 04 Leverkusen. W 2011 wrócił do Schalke. W 2013 zaczął grać w zespole U-19, a w trakcie sezonu 2013/2014 stał się członkiem pierwszego zespołu. w Bundeslidze swój debiut zaliczył 20 kwietnia 2014 w przegranym 1:3 wyjazdowym meczu z VfB Stuttgart. W 77. minucie tego meczu zmienił Maxa Meyera. Swojego pierwszego gola w niemieckiej lidze strzelił 13 grudnia 2014 w przegranym 1:2 domowym meczu z 1. FC Köln. W sezonie 2014/2015 stał się podstawowym zawodnikiem Schalke. 11 marca 2015 w debiucie w Lidze Mistrzów strzelił premierowego gola, trafiając w meczu z Realem Madryt.
2 sierpnia 2016 dołączył do Manchesteru City, podpisując pięcioletnią umowę za kwotę 37 milionów funtów, z dodatkami, która łącznie wyniosła 46,5 miliona funtów. Swoją pierwszą bramkę dla City zdobył w wygranym 2:1 meczu z Arsenalem. 13 kwietnia 2017 został jednym z sześciu zawodników nominowanych do nagrody PFA Young Player of the Year.
15 lipca 2020 został zawodnikiem niemieckiej drużyny Bayern Monachium, do której przeszedł z Manchesteru City za kwotę rzędu 50 mln euro, podpisując pięcioletni kontrakt. Swój debiut w nowej drużynie zaliczył 18 września 2020 w meczu Bundesligi z FC Schalke 04 (8:0), w którym strzelił również premierową bramkę dla monachijskiego zespołu. 3 listopada w meczu z Benficą (6:2) strzelił pierwszego gola w barwach Bayernu w rozgrywkach Ligi Mistrzów UEFA. 4 października 2022 strzelił dwa gole w meczu Ligi Mistrzów z Viktorią Pilzno (5:0), trafiając po raz 20. w tych rozgrywkach. 28 października 2023, w wygranym 8:0 meczu przeciwko Darmstadt, Sane strzelił dwie bramki i zanotował asystę przy trafieniu Harry'ego Kane'a.

## Kariera reprezentacyjna
Sané grał w młodzieżowych reprezentacjach Niemiec. W dorosłej reprezentacji Niemiec zadebiutował 13 listopada 2015 w przegranym 0:2 towarzyskim meczu z Francją, rozegranym w Saint-Denis, gdy w 61. minucie tego meczu zmienił Juliana Draxlera.
Został także powołany na Mistrzostwa Europy 2016 we Francji. Zagrał tylko jedno spotkanie, zmieniając w 79. minucie Bastiana Schweinsteigera w przegranym półfinałowym spotkaniu z gospodarzami turnieju – Francuzami (0:2).

## Życie prywatne
Syn senegalskiego piłkarza, reprezentanta kraju Souleymana Sané oraz niemieckiej gimnastyczki Reginy Weber. Leroy zdecydował się reprezentować swój oraz matki kraj urodzenia. Ma dwóch braci również piłkarzy Sidiego Sané oraz obecnie reprezentanta czwartej ligi niemieckiej (aktualne na 8.10.2024.) Kim'ego Sané. Jest muzułmaninem.

## Statystyki

### Klubowe
(aktualne na 7 czerwca 2025)
| Klub               | Sezon              | Liga               | Liga  | Liga   | Puchar kraju | Puchar kraju | Puchar ligi | Puchar ligi | Europa | Europa | Inne  | Inne   | Suma  | Suma   |
| Klub               | Sezon              | Liga               | Mecze | Bramki | Mecze        | Bramki       | Mecze       | Bramki      | Mecze  | Bramki | Mecze | Bramki | Mecze | Bramki |
| ------------------ | ------------------ | ------------------ | ----- | ------ | ------------ | ------------ | ----------- | ----------- | ------ | ------ | ----- | ------ | ----- | ------ |
| FC Schalke 04      | 2013/2014          | Bundesliga         | 1     | 0      | 0            | 0            | –           | –           | 0      | 0      | –     | –      | 1     | 0      |
| FC Schalke 04      | 2014/2015          | Bundesliga         | 13    | 3      | 0            | 0            | –           | –           | 1      | 1      | –     | –      | 14    | 4      |
| FC Schalke 04      | 2015/2016          | Bundesliga         | 33    | 8      | 2            | 0            | –           | –           | 7      | 1      | –     | –      | 42    | 9      |
| FC Schalke 04      | Ogólnie            | Ogólnie            | 47    | 11     | 2            | 0            | 0           | 0           | 8      | 2      | 0     | 0      | 57    | 13     |
| Manchester City    | 2016/2017          | Premier League     | 26    | 5      | 5            | 2            | 2           | 0           | 4      | 2      | –     | –      | 37    | 9      |
| Manchester City    | 2017/2018          | Premier League     | 32    | 10     | 3            | 1            | 5           | 3           | 9      | 0      | –     | –      | 49    | 14     |
| Manchester City    | 2018/2019          | Premier League     | 31    | 10     | 4            | 2            | 3           | 0           | 8      | 4      | 1     | 0      | 47    | 16     |
| Manchester City    | 2019/2020          | Premier League     | 1     | 0      | 0            | 0            | 0           | 0           | 0      | 0      | 1     | 0      | 2     | 0      |
| Manchester City    | Ogólnie            | Ogólnie            | 90    | 25     | 12           | 5            | 10          | 3           | 21     | 6      | 2     | 0      | 135   | 39     |
| Bayern Monachium   | 2020/2021          | Bundesliga         | 32    | 6      | 1            | 1            | –           | –           | 8      | 3      | 3     | 0      | 44    | 10     |
| Bayern Monachium   | 2021/2022          | Bundesliga         | 32    | 7      | 2            | 1            | –           | –           | 10     | 6      | 1     | 0      | 45    | 14     |
| Bayern Monachium   | 2022/2023          | Bundesliga         | 32    | 8      | 3            | 1            | –           | –           | 8      | 4      | 1     | 1      | 44    | 14     |
| Bayern Monachium   | 2023/2024          | Bundesliga         | 27    | 8      | 2            | 0            | –           | –           | 12     | 2      | 1     | 0      | 42    | 10     |
| Bayern Monachium   | 2024/2025          | Bundesliga         | 30    | 11     | 2            | 1            | –           | –           | 13     | 1      | –     | –      | 45    | 13     |
| Bayern Monachium   | Ogólnie            | Ogólnie            | 153   | 40     | 10           | 4            | 0           | 0           | 41     | 16     | 6     | 1      | 220   | 61     |
| Ogólnie w karierze | Ogólnie w karierze | Ogólnie w karierze | 290   | 76     | 24           | 9            | 10          | 3           | 70     | 24     | 8     | 1      | 402   | 113    |

### Reprezentacyjne
(aktualne na 7 czerwca 2025)
| Reprezentacja | Rok     | Mecze | Bramki |
| ------------- | ------- | ----- | ------ |
| Niemcy        |         |       |        |
| 2015          | 1       | 0     |        |
| 2016          | 3       | 0     |        |
| 2017          | 5       | 0     |        |
| 2018          | 8       | 2     |        |
| 2019          | 4       | 3     |        |
| 2020          | 4       | 1     |        |
| 2021          | 15      | 5     |        |
| 2022          | 10      | 0     |        |
| 2023          | 9       | 2     |        |
| 2024          | 8       | 1     |        |
| 2025          | 3       | 0     |        |
| Ogólnie       | Ogólnie | 70    | 14     |

## Sukcesy

### Manchester City
- Mistrzostwo Anglii: 2017/2018, 2018/2019
- Puchar Anglii: 2018/2019
- Puchar Ligi Angielskiej: 2017/2018, 2018/2019
- Tarcza Wspólnoty: 2018, 2019

### Bayern Monachium
- Mistrzostwo Niemiec: 2020/2021, 2021/2022
- Superpuchar Niemiec: 2020, 2021, 2022
- Superpuchar Europy UEFA: 2020
- Klubowe mistrzostwo świata: 2020

### Reprezentacyjne
- Puchar Konfederacji: 2017

### Wyróżnienia
- Młody zawodnik roku PFA: 2017/2018[16]
- Piłkarz miesiąca Premier League: październik 2017[17]
- Drużyna sezonu Ligi Mistrzów UEFA: 2021/2022[18]